# Rob Slotemaker

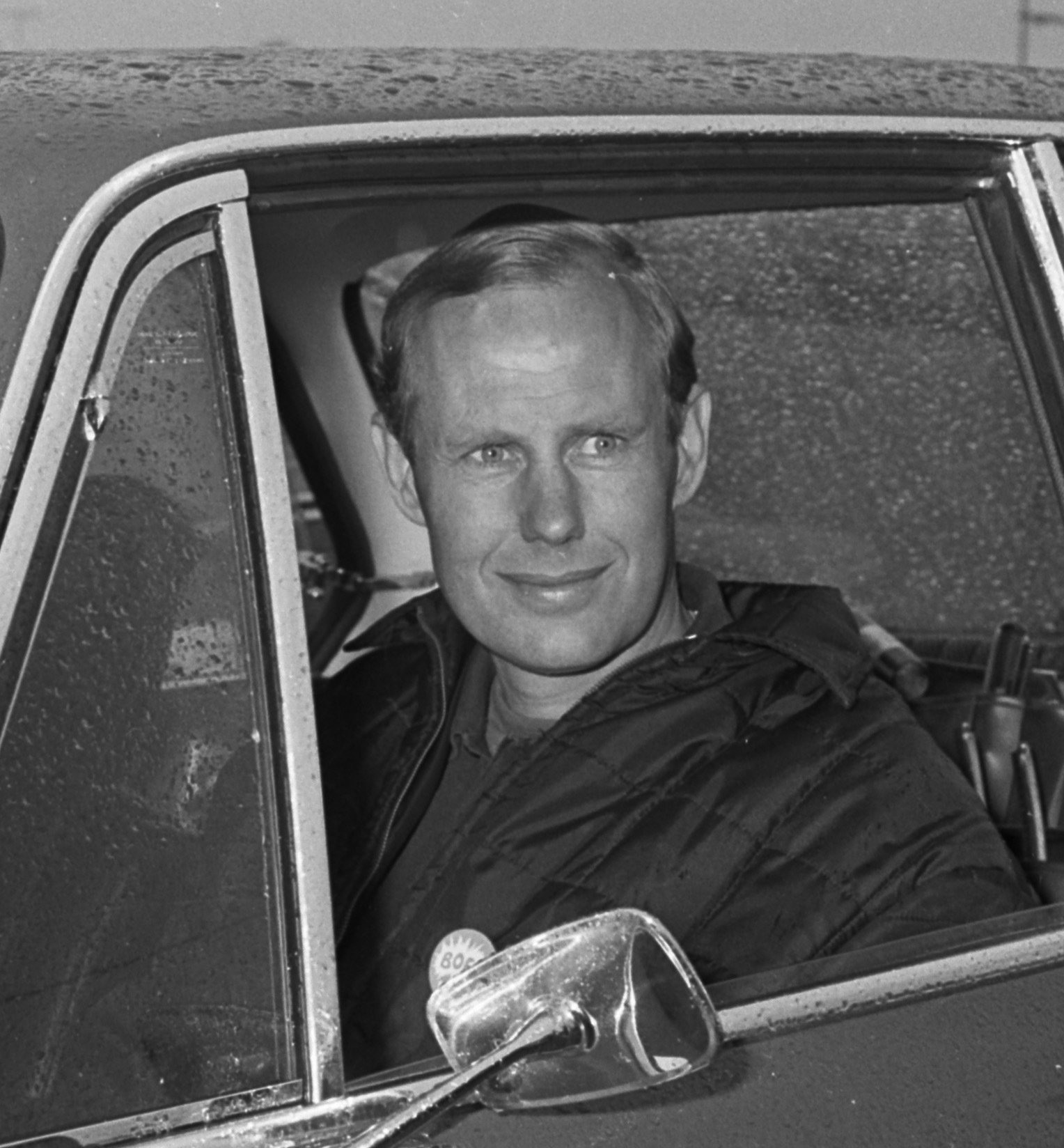
Rob Slotemaker in 1968

Adriaan Robert (Rob) Slotemaker (Batavia, 23 juni 1929 – Zandvoort, 16 september 1979), bijgenaamd Sloot, was een Nederlands auto- en rallycoureur.

## Biografie
Slotemaker groeide samen met zijn zus Pauline op in Nederlands-Indië. Toen de Tweede Wereldoorlog uitbrak en de Japanners in 1942 het land binnenvielen, werd het gezin uiteengerukt en kwamen vader, Rob, moeder en Pauline in aparte kampen terecht. Na de oorlog raakte het gezin weer herenigd en vertrok naar Nederland. Vader werd rechter in Den Haag en Rob volgde het gymnasium en daarna de HBS, waarvan hij de diploma's behaalde. Hij vertrok naar de VS om opgeleid te worden bij de USAF tot straaljagerpiloot. Hij behaalde de rang van officier. Echter, toen hij naar Nederland terugkeerde om bij de pas opgerichte luchtmacht in dienst te treden, werd hij aangenomen in de rang van sergeant, wat hem zijn hele leven heeft geërgerd.
Tijdens zijn loopbaan in Nederland als straaljagerpiloot maakte Slotemaker proefondervindelijk kennis met de wetmatigheden bij het slippen. Dit was voor hem aanleiding om van het antislippen zijn vak te maken.
Nadat hij bij Peter Gijswijt op de Eerste Nederlandse Antislipschool en Autorensportschool (ENAS) als instructeur werd opgeleid, richtte hij met behulp van Gijswijt in 1957 Slotemakers Anti-Slipschool op en was al snel succesvol. Gaandeweg ontstond het idee om ook op het circuit instructie te gaan geven, wederom in navolging van Gijswijt.
Racen en rally’s waren zijn grote passie. Slotemaker werd lid van het Racing Team Holland in 1964, waarvoor hij samen met Ben Pon, Gijs van Lennep en Wim Loos in races uitkwam. Daarnaast bleef hij actief met zijn antislipschool. Slotemaker is samen met Henk van Zalinge de grondlegger van de (auto)Rensportschool Zandvoort. Deze organisatie is nog steeds actief in het opleiden van coureurs, gedurende de racecursussen op Circuit Zandvoort.
In 1968 nam hij samen met autocoureur Rob Janssen in een geprepareerde standaard-DAF 55 deel aan de London-Sydney Marathon. Van de 43 gefinishte deelnemers waren zij als 17e over de eindstreep gekomen.
Slotemaker had oog voor talent. Zo zag hij bijvoorbeeld al vroeg dat Jan Lammers en Wim Loos, die destijds als baanspuiters voor hem werkten, bijzondere talenten bezaten. Slotemaker gaf Lammers uiteindelijk de kans om zijn ambities waar te maken. Toen Lammers in 1978 geen sponsors kon vinden, beleende Slotemaker zelfs zijn eigen huis om het volgende Formule 1-seizoen voor hem mogelijk te maken. Ook Liane Engeman werd door hem opgeleid.
Op 16 september 1979 vond Slotemaker door een slip, veroorzaakt door olie op de baan, de dood tijdens de toerwagenrace "Trophy of the Dunes" op Circuit Zandvoort. Zijn wagen kwam daarbij met geringe snelheid in botsing met een eerder uit de koers geraakte auto die naast de baan stond. Hierbij was hij op slag dood, doordat hij zijn nek brak. De bestuurder van de andere auto raakte gewond. De plek waar het ongeval plaatsvond, bocht 6, is naar hem vernoemd: de Rob Slotemakerbocht.

## Anti-slipschool
- 1957: De antislipschool begint op een doodlopend stukje weg bij het Circuit Park Zandvoort
- 1958: Henk van Zalinge en Rob Slotemaker richten de autorensportschool op
- 1964: De nieuwe anti-slipschool wordt geopend, nadat de eerste locatie noodgedwongen verlaten moest worden
- 1964: Een nieuwe antislipschool in Deurne wordt geopend [4]
- 1971: Steve McQueen maakt de speelfilm Le Mans (film), Slotemaker doet het stuntwerk.
- 1979: Rob Slotemaker verongelukt op 16 september tijdens een race op Circuit Park Zandvoort
- 1982: Overname van de Anti-Slipschool door Interstate
- 2003: Bouw van een nieuwe accommodatie voor de school
- 2007: Slotemakers Antislipschool viert haar vijftigjarig jubileum

## Onderscheiding
- 1965: Het zilveren stuurwiel. Slotemaker kreeg de onderscheiding uit handen van prins Bernhard, voor zijn anti-slip cursussen, de hogere rijopleiding aan de (in witte Porsches rijdende) groep surveillance autosnelwegen (SAS) van de Rijkspolitie, zijn aandeel in de autosport en als instructeur voor buitenlandse automobielclubs.[5]